# Condado de Franklin (Massachusetts)
El condado de Franklin (en inglés: Franklin County), fundado en 1811, es uno de los catorce condados del estado estadounidense de Massachusetts. En el 2008 el condado tenía una población de 71 535 habitantes. El condado no tiene sede del condado, pero antes era Greenfield, ya que el gobierno del condado fue abolido en 1997.

## Geografía
Según la Oficina del Censo, el condado tiene un área total de 1877 km² (724,7 mi²), de la cual 1818 km² (701,9 mi²) es tierra y 2357 km² (910 mi²) (39,57%) es agua.

## Demografía

Pirámide de edad en el condado

En el censo de 2000, hubo 71,535 personas, 29,466 hogares, y 18,416 familias residiendo en el condado. La densidad poblacional era de 102 personas por milla cuadrada (39/km²). En el 2000 había 31 939 unidades unifamiliares en una densidad de 18 km² (6,9 mi²). La demografía del condado era de 95.40% blancos, 0.89% afroamericanos, 0.29% amerindios, 1.04% asiáticos, 0.03% isleños del Pacífico, 0.75% de otras razas y 1.61% de dos o más razas. 1.99% de la población era de origen hispano o latino de cualquier raza. 94.5% de la población hablaba inglés y 1.8% español en casa como lengua materna. 
La renta per cápita promedia del condado era de $40,768, y el ingreso promedio para una familia era de $50,915. En 2000 los hombres tenían un ingreso per cápita de $36,350 versus $27,228 para las mujeres. El ingreso per cápita para el condado era de $20,672 y el 9.4% de la población estaba bajo el umbral de pobreza nacional.